# Synbranchus marmoratus
Synbranchus marmoratus är en fiskart som beskrevs av Bloch, 1795. Synbranchus marmoratus ingår i släktet Synbranchus och familjen Synbranchidae. Inga underarter finns listade i Catalogue of Life.